# Игор Спировски
Игор Спировски (на македонска литературна норма: Игор Спировски) е виден юрист от Северна Македония, член на Конституционния съд на страната от 2003 до 2012 година.

## Биография
Роден е на 8 май 1960 година в Скопие, тогава във Федеративна народна република Югославия. Завършва Юридическия факултет на Скопския университет в 1982 година. Полага правосъден изпит в 1984 година. Работи в Съда на сдружения труд на Македония в 1983 – 1984 година. След това работи като експерт и по-късно съветник в Конституционния съд на Македония то 1984 до 1992 година. От 1992 до 1997 година е секретар на Събранието на Република Македония. От 1997 до 2001 година отново е съветник в Конституционния съд, а от 2001 до 2003 година е генерален секретар на съда.
От 2003 до 2012 година е съдия в Конституционния съд на страната.
Спировски е автор на много научни трудове в областта на конституционното право, парламентаризма, разделението на властите, публичната администрация и човешките права.